# Chițorani
Chițorani – wieś w Rumunii, w okręgu Prahova, w gminie Bucov. W 2011 roku liczyła 1212 mieszkańców.